# Nothobranchius microlepis
Nothobranchius microlepis är en fiskart som först beskrevs av Vinciguerra, 1897.  Nothobranchius microlepis ingår i släktet Nothobranchius och familjen Nothobranchiidae. IUCN kategoriserar arten globalt som livskraftig. Inga underarter finns listade i Catalogue of Life.